# Jiro Nagasawa
Jiro Nagasawa (Japans: 長沢 二郎, Nagasawa Jirō) (Numazu, 2 februari 1932 - 23 maart 2010) was een Japans zwemmer.
Nagasawa nam deel aan de Olympische Spelen van 1952. Hij brak tussen 1945 en 1956 vijf wereldrecords op de 200 meter en op de 220 yard vlinderslag. In 1956 werd hij de winnaar van de Zwemprijs van de Verenigde Staten en in 1954 kreeg hij de Japanse Sportprijs. Later werd hij nationaal olympisch zwemcoach. Hij evolueerde de vlinderslag tot de huidige manier van zwemmen. Jiro Nagasawa overleed op 23 maart 2010 aan slokdarmkanker.